# Pachnoda chireyi
Pachnoda chireyi är en skalbaggsart som beskrevs av Legrand 1993. Pachnoda chireyi ingår i släktet Pachnoda och familjen Cetoniidae. Inga underarter finns listade i Catalogue of Life.